# Элементы поражения слизистой оболочки полости рта
Каждому заболеванию слизистой оболочки полости рта (далее СОПР) присуще возникновение на её поверхности различных элементов поражения.

## Описание
Высыпания, которые мы можем наблюдать на коже и слизистой оболочке (далее СО) состоят из отдельных элементов. Их можно объединить в группы:
- изменение цвета слизистой;
- изменение рельефа поверхности;
- ограниченные скопления жидкости;
- наслоение на поверхности;
- дефекты СО.

Сами элементы поражения делятся на:
- первичные;
- вторичные.

Первичные элементы — это те элементы, которые возникают на неизменённой СО. Вторичные элементы — являются результатом трансформации или повреждения уже существующих элементов.
Если на СО появляется образование из одинаковых первичных элементов, то это образование называют мономорфным. А если из разных — полиморфное высыпание.
Знание всех элементов поражения даёт возможность правильно ориентироваться в большом количестве заболеваний СОПР и губ. Если правильно сопоставить клиническую картину местных изменений с состоянием всего организма и факторами воздействия внешней среды, как на область поражения, так и на организм в целом, становится возможным постановка правильного диагноза.

## Первичные элементы поражения
к ним относят:
- Пятно;
- узелок;
- узел;
- бугорок;
- пузырёк;
- пузырь;
- гнойник;
- киста.

### Пятно
(лат. - macula) — ограниченное изменение цвета СОПР. Пятно никогда не нарушает рельеф СО, это подразумевает, что оно никогда не возвышается над уровнем СО. Цвет пятна может быть разный, зависящий от причин его появления.
Различают:
- сосудистые пятна;
- пигментные пятна;
- пятна вследствие отложения красящих веществ в СО.

Сосудистое пятно может возникнуть вследствие временного расширения сосудов и воспаления. Воспалительные пятна имеют разные оттенки, чаще красного, чем синего. Если надавить на такое пятно, оно исчезнет, но появится после прекращения давления на него. (Метод Диаскопии, проводится нажатием стеклянной пластиной на элемент поражения.)

#### Эритема
— пятно, не имеющее четких контуров, неограниченное.

#### Розеола
— маленькая эритема, размером от 1.5 мм до 10 мм в диаметре. имеет ограниченный контур. Розеолы наблюдаются при инфекционных заболеваниях, таких как — корь, скарлатина, тиф, сифилис.

#### Геморрагии
— пятна, появляющиеся вследствие нарушения целостности сосудистой стенки. Цвет зависит от стадии разложения кровяного пигмента. Может быть красным, синюшно-красным, зелёного оттенка, желтоватого оттенка и т. д.. Пятна могут быть различной величины, не пропадает при надавливании. Геморрагические пятна рассасываются и исчезают не оставляя следов.
Петехии — точечные геморрагии.
Экхимозы — большие геморрагии.

#### Телеангиэктазии
— эти пятна появляются как следствие стойкого невоспалительного расширения сосудов или их новообразования. Они образуются тонкими извилистыми анастомозирующими между собой сосудами. При диаскопии(надавливании) немного бледнеет.

#### Пигментные пятна
— появляются вследствие отложения в СО красящих веществ. Может быть как экзогенного, так и эндогенного характера. Могут быть врожденными и приобретенными. Врождённые пигментации называются невусами. Приобретённые пигментации имеют эндогенное происхождение или развиваются при инфекционных болезнях. Вещества экзогенно окрашивающие СО: дым, лекарства, химикаты, производственная пыль. Также пигментация может происходить от проникновения в организм тяжёлых металлов и их солей. Такие пигментации имеют четкую форму. Цвет от ртути — черный, от серебра — черный или аспидный, от меди — зеленоватый, от цинка — серый, от олова — синевато-черный, от свинца и висмута — тёмно-серый.

### Узелок
(лат. -papula) — элемент, выступающий над поверхностью слизистой, бесполостной. Его инфильтрат находится в сосочковом слое собственной пластинки. Размер в диаметре от 3 мм, до 4 мм. Форма узелка может быть кеглеобразной, круглой, полукруглой, остроконечной. Если узелки сливаются, то образуется бляшка. При обратном развитии от узелка следа не остаётся.

### Узел
(лат. -nodus) — ограниченное уплотнение, которое доходит до подслизистого слоя. Размеры узла могут быть от лесного ореха до куриного яйца. Их образование может быть следствием воспалительного процесса, злокачественного и доброкачественного роста опухоли или отложением в ткани кальция и холестерина. Для воспалительных узлов характерен быстрый рост. Обратное развитие узлов зависит от их природы. Результатом может стать рассасывание, некротизация, расплавление с образованием язвы, и далее глубокого рубца.

### Бугорок
(лат. -tuberculum) — бесполостной элемент, округлой формы, инфильтративный. размер его может быть до горошины. Выступает над уровнем СО. Инфильтрат находится на всех слоях слизистой. Изначально бугорок похож на узелок. Особенностью бугорка, является то, что его центральная часть, если не весь сам, некротизируется. Следствие этого — образование язвы, которая рубцуется. Если бугорок рассасывается не нарушая целостность эпителия, следствие — рубцовая атрофия. Имеют свойство группироваться. Эти первичные элементы присущи туберкулёзной волчанке, третичному сифилису, лепре и тд.

### Пузырёк
(лат. -vesiculum) — является полостным элементом, наполненным жидкостью. Размер может быть от булавочной головки до горошины. Содержимое пузырька чаще серозное, чем геморрагическое. Формируется он в шиповатом слое эпителия. Высыпания могут происходить не только на здоровой, но и на гиперемированной и отёчной основе. Стенка пузырька образована тонким слоем эпителия. Из-за этого быстро разрывается покрышка, образуется эрозия, а по её краям остаются обрывки пузырька. Часто пузырьки расположены целой группой. Образование пузырька может быть следствием баллонирующей или вакуольной дистрофии, при развитии вирусных заболеваний. При обратном развитии пузырёк ничего не оставляет на своём месте.

### Пузырь
(лат. -bulla) — элемент больших размеров, до куриного яйца. Полостной, заполненный жидкостью. Формируется либо внутри эпителия, либо под ним. В пузыре различают дно, покрышку и содержимое. Экссудат, как и в пузырьке может быть серозный и геморрагический. В подэпителиальном пузыре покрышка толще, чем у внутриэпителиального и поэтому он существует более продолжительное время. Эрозии после пузырей заживают не оставляя следов.

### Гнойник
(лат. -pustula) — ограниченное скопление гнойного экссудата. Гнойники могут быть, как первичными -появляются на неизменённой слизистой и сразу заполняются гнойным содержимым беловато-желтого цвета, так и вторичными — возникают из пузырьков и пузырей. Гнойники являются следствием действия на эпителий токсинов и ферментов -продуктов жизнедеятельности стрептококков и стафилококков. Могут быть как поверхностными, так и глубокими.

### Киста
(лат. -cystis) — полостное образование. Киста имеет стенку и содержимое. Могут быть эпителиальными и ретенционными. Ретенционные кисты — следствие закупорки выводных протоков слизистых и слюнных желёз. Располагаться могут на нёбе, губах, слизистой щёк. Заполнены прозрачным содержимым, которое может становиться гнойным. Эпителиальные же кисты имеют соединительнотканную стенку, выстланную эпителием. Содержимое может быть серозным, серозно-гнойным и кровянистым.

## Вторичные элементы поражения
к ним относят:
- эрозия;
- экскориация;
- афта;
- язва;
- трещина;
- корка;
- рубец;
- и др.